# Shangzhai
Le shangzhai (ou stodsde) est une langue parlée dans le  Sichuan en Chine.

## Localisation géographique
Les locuteurs du Shangzhai vivent à Puxi, Shili et Zongke, trois communes du xian de Zamtang, rattaché à la préfecture autonome tibétaine et qiang d'Aba. Ils sont entourés de locuteurs lavrung et amdo.

## Classification interne
Le shangzhai, proche du horpa, forme avec lui un sous-groupe au sein des langues rgyalronguiques, rattachées aux langues na-qianguiques.

## Sources
- (en) Sun T.S. Jackson, 2000, Stem Alternations in Puxi Verb Inflection: Toward Validating the rGyalrongic Subgroup in Qiangic, Language and Linguistics, 1.2, p. 211-232.